# Grouméra
Grouméra è un comune rurale del Mali facente parte del circondario di Diéma, nella regione di Kayes.
Il comune è composto da 9 nuclei abitati:
- Groumera
- Kamiko
- Kassé - Kara
- Kérouané
- Kidinga
- Lamé
- Missira Maure
- Missira Sarakolé
- Toudou